# Europawahl im Vereinigten Königreich 1999
- SPE: 30
- G/EFA: 6
- ELDR: 10
- EVP-ED: 37
- NI: 1
- EDU: 3

- SDLP: 1
- Labour: 29
- Plaid: 2
- Greens: 2
- SNP: 2
- LibDem: 10
- UUP: 1
- Cons.: 36
- DUP: 1
- UKIP: 3

Die Europawahl im Vereinigten Königreich 1999 fand am 10. Juni 1999 statt. Sie war Teil der Europawahl 1999, der vierten Direktwahl des Europäischen Parlaments. Im Vereinigten Königreich wurden 87 der 567 Europaabgeordneten gewählt.

## Wahlsystem
Die Wahl erfolgte nach dem Verhältniswahlrecht in zwölf Wahlbezirken, nämlich den neun Regionen Englands sowie Schottland, Wales und Nordirland. Während die englischen, schottischen und walisischen Wahlbezirke das D’Hondt-Verfahren anwenden, gilt in Nordirland das Verfahren der übertragbaren Einzelstimmgebung.

## Wahlergebnis

### Vereinigtes Königreich
| Partei | Partei                             | Stimmen    | Prozent | ±     | Mandate | ±   | Fraktion                |
| ------ | ---------------------------------- | ---------- | ------- | ----- | ------- | --- | ----------------------- |
|        | Conservative Party                 | 3.578.218  | 33,5 %  | +6,5  | 36      | +18 | Europäische Volkspartei |
|        | Labour Party                       | 2.803.821  | 26,3 %  | −16,4 | 29      | −33 | Sozialistische Fraktion |
|        | Liberal Democrats                  | 1.266.549  | 11,9 %  | −4,3  | 10      | +8  | ALDE-Fraktion           |
|        | UK Independence Party              | 696.057    | 6,5 %   | +5,6  | 3       | +3  | Unabhängige Fraktion    |
|        | Green Party of England and Wales   | 568.236    | 5,3 %   | +2,3  | 2       | +2  | Grüne Fraktion          |
|        | Scottish National Party            | 268.528    | 2,5 %   | −0,6  | 2       | ±0  | Grüne Fraktion          |
|        | Democratic Unionist Party          | 192.762    | 1,8 %   | +0,8  | 1       | ±0  | Fraktionslos            |
|        | Social Democratic and Labour Party | 190.731    | 1,8 %   | +0,8  | 1       | ±0  | Sozialistische Fraktion |
|        | Plaid Cymru                        | 185.235    | 1,7 %   | +0,7  | 2       | +2  | Grüne Fraktion          |
|        | Euro-Befürworter                   | 138.097    | 1,3 %   | Neu   | 0       | -   | -                       |
|        | Ulster Unionist Party              | 119.507    | 1,1 %   | +0,3  | 1       | ±0  | Europäische Volkspartei |
|        | Sinn Féin                          | 117.643    | 1,1 %   | +0,8  | 0       | -   | -                       |
|        | BNP                                | 102.647    | 1,0 %   | Neu   | 0       | -   | -                       |
|        | Liberal Party                      | 93.051     | 0,9 %   | +0,3  | 0       | -   | -                       |
|        | Socialist Labour Party             | 86.749     | 0,8 %   | Neu   | 0       | -   | -                       |
|        | Scottish Green Party               | 57.142     | 0,8 %   | +0,4  | 0       | -   | -                       |
|        | Scottish Socialist Party           | 39.720     | 0,4 %   | Neu   | 0       | -   | -                       |
|        | Progressive Unionist Party         | 22.494     | 0,2 %   | Neu   | 0       | -   | -                       |
|        | Natural Law                        | 21.327     | 0,2 %   | −0,4  | 0       | -   | -                       |
|        | UK Unionist Party                  | 20.283     | 0,2 %   | Neu   | 0       | -   | -                       |
|        | Alliance Party of Northern Ireland | 14.391     | 0,1 %   | ±0,0  | 0       | -   | -                       |
|        | Socialist Alliance                 | 7.203      | 0,1 %   | Neu   | 0       | -   | -                       |
|        | Humanist Party                     | 2.586      | 0,0 %   | Neu   | 0       | -   | -                       |
|        | Weekly Worker                      | 1.724      | 0,0 %   | Neu   | 0       | -   | -                       |
|        | Socialist Party of Great Britain   | 1.510      | 0,0 %   | Neu   | 0       | -   | -                       |
|        | Andere                             | 84.872     | 0,8 %   |       | 0       | -   | -                       |
| Wähler | Wähler                             | 10.681.083 |         |       |         |     |                         |

#### Großbritannien
| Partei | Partei                           | Stimmen    | Prozent | ±     | Mandate | ±   | Fraktion                |
| ------ | -------------------------------- | ---------- | ------- | ----- | ------- | --- | ----------------------- |
|        | Conservative Party               | 3.578.218  | 35,8 %  | +7,9  | 36      | +18 | Europäische Volkspartei |
|        | Labour Party                     | 2.803.821  | 28,0 %  | −16,1 | 29      | −33 | Sozialistische Fraktion |
|        | Liberal Democrats                | 1.266.549  | 12,7 %  | −4,1  | 10      | +8  | ALDE-Fraktion           |
|        | UK Independence Party            | 696.057    | 7,0 %   | +6,0  | 3       | +3  | Unabhängige Fraktion    |
|        | Green Party of England and Wales | 568.236    | 6,3 %   | +2,6  | 2       | +2  | Grüne Fraktion          |
|        | Scottish National Party          | 268.528    | 2,7 %   | −0,5  | 2       | ±0  | Grüne Fraktion          |
|        | Plaid Cymru                      | 185.235    | 1,9 %   | +0.8  | 2       | +2  | Grüne Fraktion          |
|        | Euro-Befürworter                 | 138.097    | 1,4 %   | Neu   | 0       | -   | -                       |
|        | BNP                              | 102.647    | 1,0 %   | Neu   | 0       | -   | -                       |
|        | Liberal Party                    | 93.051     | 0,9 %   | +0,3  | 0       | -   | -                       |
|        | Socialist Labour Party           | 86.749     | 0,9 %   | Neu   | 0       | -   | -                       |
|        | Scottish Green Party             | 57.142     | 0,6 %   | +0,4  | 0       | -   | -                       |
|        | Scottish Socialist Party         | 39.720     | 0,4 %   | Neu   | 0       | -   | -                       |
|        | Natural Law                      | 20.329     | 0,2 %   | −0,4  | 0       | -   | -                       |
|        | Socialist Alliance               | 7.203      | 0,1 %   | Neu   | 0       | -   | -                       |
|        | Humanist Party                   | 2.586      | 0,0 %   | Neu   | 0       | -   | -                       |
|        | Weekly Worker                    | 1.724      | 0,0 %   | Neu   | 0       | -   | -                       |
|        | Socialist Party of Great Britain | 1.510      | 0,0 %   | Neu   | 0       | -   | -                       |
|        | Andere                           | 84.872     | 0,8 %   |       | 0       | -   | -                       |
| Wähler | Wähler                           | 10.002.273 |         |       |         |     |                         |

#### Nordirland
| Partei | Partei                             | Erstpräferenzen | Anteil | ±    | Sitze | Fraktion                |
| ------ | ---------------------------------- | --------------- | ------ | ---- | ----- | ----------------------- |
|        | Democratic Unionist Party          | 192.762         | 28,4 % | −0,8 | 1     | Fraktionslos            |
|        | Social Democratic and Labour Party | 190.731         | 28,1 % | −0,8 | 1     | Sozialistische Fraktion |
|        | Ulster Unionist Party              | 119.507         | 17,6 % | −5,2 | 1     | Europäische Volkspartei |
|        | Sinn Féin                          | 117.643         | 17,3 % | +6,3 | -     |                         |
|        | Progressive Unionist Party         | 22.494          | 3,3 %  | Neu  | -     |                         |
|        | UK Unionist Party                  | 20.283          | 3,0 %  | Neu  | -     |                         |
|        | Alliance Party of Northern Ireland | 14.391          | 2,1 %  | −2,0 | -     |                         |
|        | Natural Law                        | 998             | 0,2 %  | ±0,0 | -     |                         |
| Wähler | Wähler                             | 678.809         |        |      |       |                         |